# Sourissimo
Sourissimo est une série télévisée française de marionnettes en 39 épisodes de 5 minutes créée par André Tahon et diffusée à partir du 5 mai 1969 dans l'émission Colorix sur la deuxième chaîne de l'ORTF.
Au Québec, elle a été diffusée notamment en décembre 1972 à la Télévision de Radio-Canada et à partir du 13 avril 1983 sur TVJQ.

## Fiche technique
- Réalisateur : Jacques Samyn
- Musique originale : Michel Brandt
- Animation : André Tahon et sa troupe[3] [source insuffisante].

## Personnages principaux
Sourisotte ; Souribelle ; Sourichef ; et Chat-Gaga.

## Synopsis
Après avoir pris du sable dans les yeux de la part de Chat-Gaga, Sourisotte préparait sa vengeance avec l'aide de Sourichef. De son côté, Souribelle essaye de résoudre son problème d'algèbre malgré ses lacunes en mathématiques. Ce sera pour eux le départ d'une belle aventure.

## Note et référence
1. ↑  Source : Programmes Télé-7-Jours mai-juin 1969 : diffusion de Colorix de 19 h 20 à 19 h 40 après les actualités régionales sur la 2e chaîne.
2. ↑  « Horaire du 27 décembre 1972 », Ici Radio-Canada, vol. 6, no 52,‎ 23 décembre 1972, p. 14 (lire en ligne)
3. ↑  Source : coffret DVD édité par LCJ Éditions en 2004